# Dembos
Dembos è una municipalità dell'Angola appartenente alla Provincia del Bengo. Ha 58.941 abitanti (stima del 2006) ed una superficie di 2.444 km².
Il principale comune è Quibaxe.